# Варлаамиев Важский монастырь
Варлаа́миев Ва́жский Иоа́нно-Богосло́вский монасты́рь — упразднённый православный монастырь на севере России близ реки Ваги (нынешний Шенкурский район, Архангельская область, близ деревни Смотраковской). Именовался также Трёхсвятительской пустынью.

## История

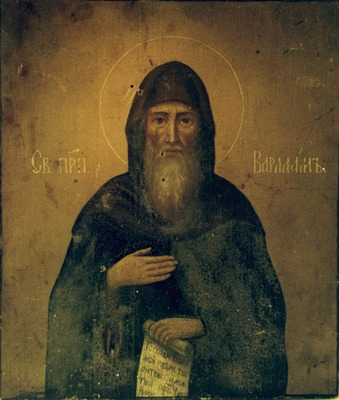
Прп. Варлаам Важский. Икона. Нач. XX века (Церковь во имя преподобных Зосимы и Савватия Соловецких в Шенкурске).

Монастырь основан в 1426 году преподобным Варлаамом Важским (в миру — новгородский посадник Василий Степанович Своеземцев, который незадолго до этого переехал в эти края вместе с семьей и на речке Пинежке, впадающей в Вагу, основал Пинежский городок).
Своеземцев поставил в монастыре храм во имя Иоанна Богослова и здесь же принял постриг под именем Варлаама. Варлаам Важский скончался в глубокой старости — 19 июня 1462 года.
В XVII веке новгородским митрополитом Киприаном установлено празднование памяти преподобного Варлаама 19 июня. В честь святого в день его памяти в монастырь ежегодно совершался крестный ход из Шенкурска.
В XVII веке игуменом Важского монастыря некоторое время был будущий митрополит Казанский Лаврентий.
В 1689 году в монастырь был сослан принявший католичество диакон Пётр Артемьев, которого надлежало держать в строгой изоляции, не давать чернил и бумаги и не пускать в церковь; пробыв там с июля по сентябрь, он был переведён в Соловецкий монастырь, где и умер.
В 1764 году в ходе секуляризационной реформы монастырь упразднён.
В РГАДА хранятся несколько документов XVII века (грамоты, купчие, описи) из архива Важского монастыря.
Сейчас на территории, где прежде находился Богословский Важский монастырь, стоит часовня — единственный объект из всего громадного Иоанно-Богословского монастыря, оставшийся в более-менее хорошем состоянии.
8 июня 2007 года в ней была найдена чудотворная икона преподобного Варлаама Важского, созданная предположительно в XVIII веке и утерянная после революции 1917 года.
В 2007 году энтузиасты начали готовить проект реставрации Иоанно-Богословского монастыря. Для этого были сделаны обмеры часовни Варлаама Важского.
Часовню поддерживают в относительном порядке жители деревни Смотраковская (до революции — село Богословское, по названию монастыря). По благословению епископа Тихона отец Антоний из Новодвинска вместе с шенкурскими предпринимателями установил на часовне крест.